# Paradoxo de Cantor
Em teoria dos conjuntos, o paradoxo de Cantor, devido a Georg Cantor, é o resultado que para todo conjunto, existe outro conjunto de maior cardinalidade. O nome paradoxo se deve a que um hipotético conjunto de todos os conjuntos seria estritamente menor que um dos seus elementos.
Se a todos os conjuntos infinitos se pode atribuir um número transfinito, a sua cardinalidade, então tem de existir um conjunto cujos membros incluam todos os números transfinitos. Então este conjunto teria de ter como cardinalidade o último (o maior) dos números transfinitos - no entanto Cantor afirmou que não existe tal número! Mas há mais: será que este conjunto, uma vez que inclui todos os conjuntos infinitos, se inclui a si próprio?
```
Paradoxo de Cantor é o paradoxo da teoria dos conjuntos
 que se obtém devido a considerar-se a cardinalidade do conjunto
 V de todos os conjuntos. Por um lado, esta cardinalidade não pode ser inferior à 
cardinalidade do conjunto das partes de V, pois todas as partes 
de V são conjuntos e. portanto, formam um subconjunto de V.
 Por outro lado, o Teorema de Cantor diz – precisamente – que a cardinalidade 
de um qualquer conjunto é inferior à cardinalidade do conjunto das partes desse conjunto.

```